# Monstein
Monstein (toponimo tedesco), o Davos Monstein, è una frazione di 181 abitanti del comune svizzero di Davos, nella regione Prettigovia/Davos (Canton Grigioni).

## Geografia fisica
Monstein si trova a sud di Davos, sulla sponda sinistra della valle del fiume Landwasser.

## Monumenti e luoghi d'interesse
- Antica chiesa riformata, eretta nel 1668-1970 e abbandonata nel 1896[1];
- Chiesa riformata, eretta nel 1896[1].

## Società

### Evoluzione demografica
L'evoluzione demografica è riportata nella seguente tabella:
Abitanti censiti

## Infrastrutture e trasporti

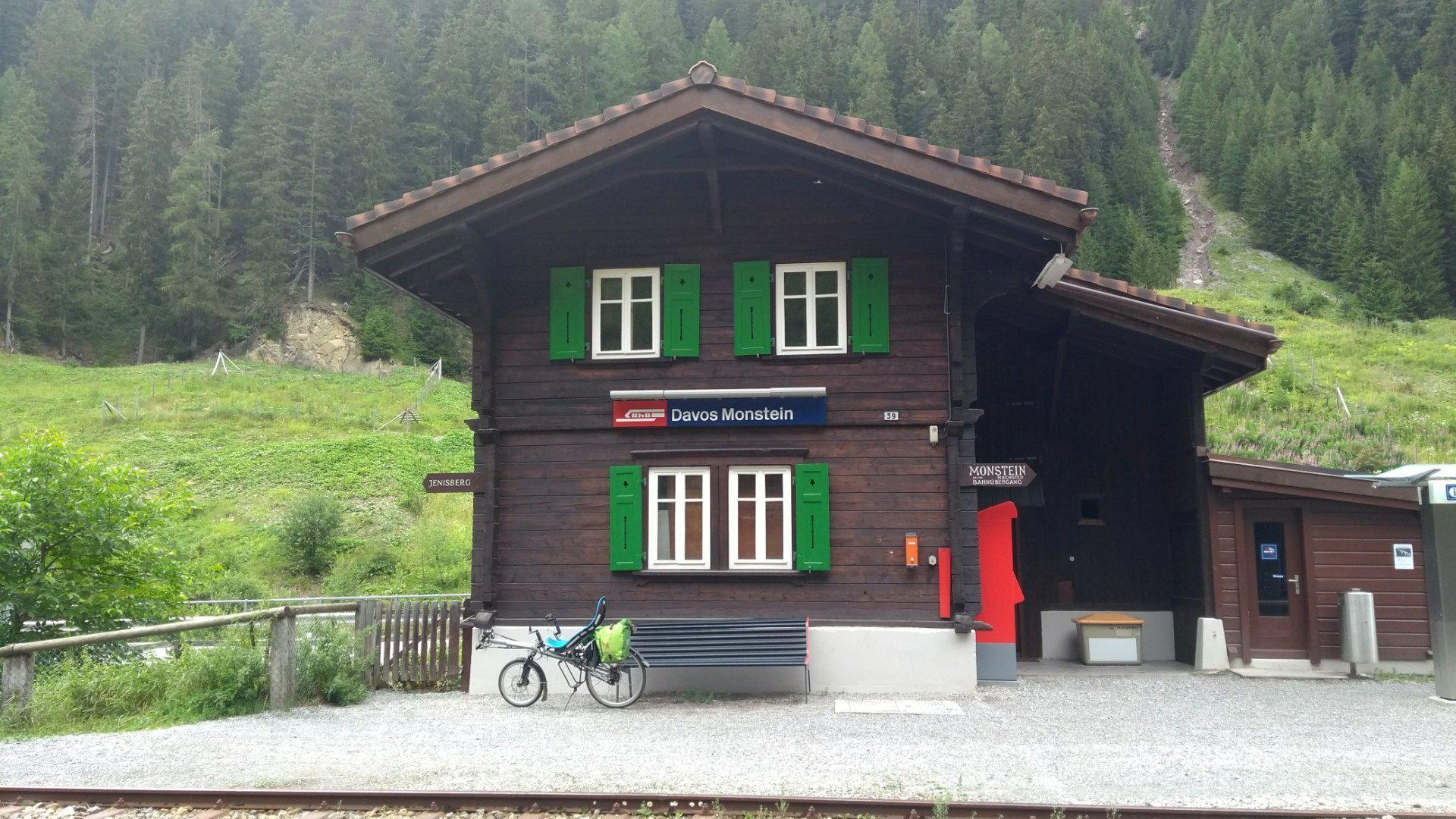
La stazione di Davos Monstein

Il paese è servito dalla stazione di Davos Monstein della Ferrovia Retica, sulla linea Davos-Filisur.